# Ratthathammanun Deeying
Ratthathammanun Deeying (thailändisch รัฐธรรมนูญ ดียิ่ง; * 10. Dezember 2006) ist ein thailändischer Fußballspieler.

## Karriere

### Verein
Ratthathammanun Deeying erlernte das Fußballspielen in Chonburi in der Jugend vom Chonburi FC. Die Saison 2024 wurde er an den Viertligisten Banbueng FC ausgeliehen. Mit dem Verein aus der Provinz Chonburi spielte er siebenmal in der Eastern Region der Liga. Im August 2024 wurde er bis Dezember 2024 an den Drittligisten Air and Coastal Defence Command FC verliehen. Mit dem Klub aus Sattahip spielte er elfmal in der Eastern Region der Liga. Ende Dezember 2024 kehrte er nach Chonburi zurück. Der singapurische Erstligist Hougang United lieh ihn von Februar 2025 bis zum Sommer 2025 aus. Sein Erstligadebüt gab Deeying am 9. März 2025 (28. Spieltag) im Heimspiel gegen die Lion City Sailors. Bei dem 1:1-Unentschieden wurde er in der 74. Minute für den Serben Ismail Salihovic eingewechselt.

### Nationalmannschaft
Ratthathammanun Deeying spielte 2023 zweimal in der thailändischen U17-Nationalmannschaft. Hier kam er bei der U17-Asienmeisterschaft im eigenen Land zum Einsatz. Hier erreichte er mit dem Team das Viertelfinale, das man jedoch gegen die Auswahl von Südkorea mit 4:1 verlor.